# 松平忠輝 (旗本)
松平 忠輝（まつだいら ただてる）は、江戸時代前期から中期にかけての旗本。通称は左内（さない）、造酒丞（みきのじょう）。

## 略歴
旗本松平（櫻井）忠治の五男として誕生。この旗本家は桜井松平家の松平忠頼（遠江国浜松藩主・5万石）の次男忠直が分家して成立した旗本家から、さらにその次男・忠治が分家して興した旗本家である。
母は不詳。兄に松平忠郷、岡林直之がいる。
貞享3年（1686年）閏3月14日に始めて5代将軍・徳川綱吉に拝謁する。元禄3年（1690年）12月12日、父・忠治の家督1,000石300俵のうち、1,000石は兄・忠郷が継いだが、300俵は忠輝に与えられ、分家の旗本家を興した。元禄4年（1691年）3月29日に桐間番となり、11月7日には御次番に転じたが、12月2日に職を免じられた。元禄5年（1692年）3月18日に書院番となり、元禄9年（1696年）12月22日には将軍より精勤ぶりを賞され、黄金2枚を与えられた。
元禄15年（1702年）12月14日、元赤穂藩士大石良雄らによる吉良家討ち入りが起きると、義盟に加わらなかった赤穂藩士だった直之に対し、族長の忠郷は激怒。12月28日に切腹を命じ、介錯は忠輝が務めた。
宝永元年（1704年）11月14日に幕府の役職を辞し、享保3年（1718年）12月24日に死去した。享年49。深川霊厳寺に葬られた。妻は佐藤氏の娘。その間に生まれた子忠恒が家督を継いだ。